# Bochnia (gemeente)
De gemeente Bochnia is een landgemeente in het Poolse woiwodschap Klein-Polen, in powiat Bocheński.
De zetel van de gemeente is in Bochnia.
Op 30 juni 2004 telde de gemeente 18 207 inwoners.

## Oppervlakte gegevens
In 2002 bedroeg de totale oppervlakte van gemeente Bochnia 113,69 km², waarvan:
- agrarisch gebied: 75%
- bossen: 13%

De gemeente beslaat 18% van de totale oppervlakte van de powiat.

## Demografie
Stand op 30 juni 2004:
| Omschrijving                   | Totaal | Totaal | Vrouwen | Vrouwen | Mannen | Mannen |
| ------------------------------ | ------ | ------ | ------- | ------- | ------ | ------ |
| eenheid                        | aantal | %      | aantal  | %       | aantal | %      |
| inwoners                       | 18 207 | 100    | 9206    | 50,6    | 9001   | 49,4   |
| bevolkingsdichtheid (inw./km²) | 160,1  | 160,1  | 81      | 81      | 79,2   | 79,2   |

In 2002 bedroeg het gemiddelde inkomen per inwoner 1284,76 zł.

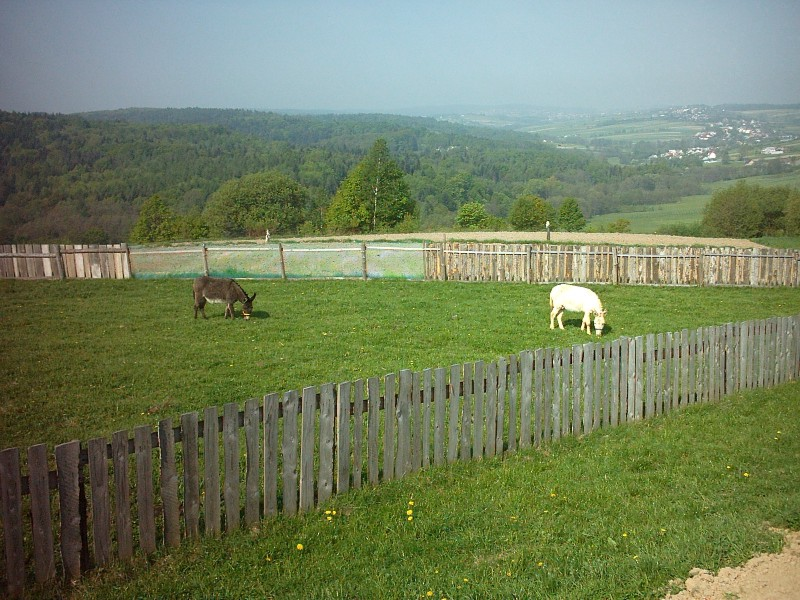
Przedgórze Bocheńskie - krajobraz wschodniej części gminy

## Administratieve plaatsen (sołectwo)
Baczków, Bessów, Bogucice, Brzeźnica, Buczyna, Cerekiew, Chełm, Cikowice, Damienice, Dąbrowica, Gawłów, Gierczyce, Gorzków, Grabina, Krzyżanowice, Łapczyca, Majkowice, Moszczenica, Nieprześnia, Nieszkowice Małe, Nieszkowice Wielkie, Ostrów Szlachecki, Pogwizdów, Proszówki, Siedlec, Słomka, Stanisławice, Stradomka, Wola Nieszkowska, Zatoka, Zawada.

## Aangrenzende gemeenten
Bochnia, Brzesko, Drwinia, Gdów, Kłaj, Łapanów, Nowy Wiśnicz, Rzezawa